# Борини, Фабио
Фа́био Бори́ни (итал. Fabio Borini; род. 29 марта 1991, Бентивольо, Эмилия-Романья) — итальянский футболист, вингер.

## Биография

### Клубная карьера
Борини начал заниматься футболом в возрасте девяти лет. Он и его отец являлись большими поклонниками «Болоньи». Присоединился к «красно-синим» Фабио в 2001 году, став игроком молодёжной академии клуба.
Летом 2007 года Борини перешёл в лондонский «Челси». На протяжении сезона 2008/09 он являлся ведущим форвардом резервной команды «синих». С десятью мячами в одиннадцати матчах Борини стал одним из лучших бомбардиров резерва. В Молодёжном Кубке Англии итальянец отметился голом в ворота «Манчестер Юнайтед». 1 сентября 2009 года главный тренер «синих» Карло Анчелотти добавил юного игрока в список футболистов, заявленных на Лигу Чемпионов. В матче первого тура соревнования с «Порту» Борини оказался в числе запасных. 20 сентября состоялся его дебют в Английской Премьер-Лиге — на 89 минуте поединка с «Тоттенхэмом» он заменил Николя Анелька. Первый полноценный матч Фабио за «Челси» пришёлся на третий раунд Кубка Лиги — против «Куинз Парк Рейнджерс». Кроме того, он дважды отличился в матче за резерв против «Вест Хэм Юнайтед».
17 марта 2011 года Борини на правах аренды перешёл в «Суонси Сити» до конца сезона. Дебютировал за «Суонси Сити» 19 марта 2011 года и в первой же игре отметился дублем в ворота «Ноттингем Форест». За девять проведённых матчей в составе «Суонси Сити» Фабио забил 6 мячей и отдал 4 голевые передачи.
Летом 2011 года «Парма» объявила о подписании с футболистом пятилетнего соглашения, в качестве компенсации было выплачено Челси 360 тысяч фунтов.
Однако в составе «Пармы» нападающий не сыграл ни одной игры. Подписав контракт с клубом из Серии А, игрок сразу же был отдан в аренду «Роме», за которую в дальнейшем провёл 26 матчей и забил 10 мячей, два из которых в игре против «Интернационале». За столичный клуб в сезоне 2011/12 успешно выступал как на позиции центрального нападающего, так и на флангах. В конце июня 2012 года «Рома» выкупила контракт Фабио Борини, заплатив «Парме» 7 миллионов евро.
13 июля 2012 года «Ливерпуль» официально подтвердил приобретение Борини. Сумма трансфера составила 10,3 млн фунтов. Дебютный гол забил уже во втором официальном матче за команду, 9 августа против ФК «Гомель» в рамках Лиги Европы. Свой первый гол в Премьер-Лиге за «Ливерпуль» Борини забил 27 апреля 2013 года в матче против «Ньюкасла».
2 сентября 2013 года Борини на правах аренды перешёл в «Сандерленд».
31 августа 2015 года Борини перешёл в «Сандерленд» за 10 млн фунтов.
30 июня 2017 года перешел в «Милан» на правах годичной аренды с условием обязательного выкупа за 6 миллионов евро.
14 января 2020 года Борини присоединился к итальянской «Вероне». Фабио Борини дебютирует за новый клуб уже 19 января в игре против «Болоньи» и в своем дебютном матче забивает гол на 81-й минуте и спасает команду от поражения. 9 февраля 2020 года в матче 23-го тура «Верона» сенсационно обыгрывает «Ювентус», а Борини снова отмечается голом. Всего за «Верону» Борини провел 14 игр, в которых отметился 3-я голами. В сентябре 2020 года Фабио Борини покинул клуб на правах свободного агента.
В декабре 2020 года подписал контракт с турецким клубом «Фатих Карагюмрюк».

## Карьера в сборной

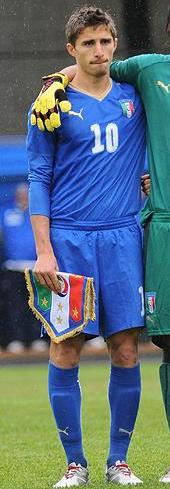
Борини в составе молодёжной сборной Италии

Участник чемпионата Европы до 19 лет 2010 года.
13 ноября 2009 года он дебютировал за молодёжную сборную Италии (до 21-го года) — в матче, который они проиграли со счётом 0:2 Венгрии.
27 февраля 2012 года впервые вызван в основную сборную Италии, вместо нападающего «Манчестер Сити» Марио Балотелли. Дебютировал в ней 29 февраля 2012 в товарищеском матче против США. На чемпионате Европы 2012, где итальянцы стали вторыми, был запасным и на поле не выходил.

## Клубная статистика
| Выступление      | Выступление      | Выступление      | Лига | Лига | Кубок страны | Кубок страны | Кубок лиги | Кубок лиги | Еврокубки | Еврокубки | Итого | Итого |
| Клуб             | Лига             | Сезон            | Игры | Голы | Игры         | Голы         | Игры       | Голы       | Игры      | Голы      | Игры  | Голы  |
| ---------------- | ---------------- | ---------------- | ---- | ---- | ------------ | ------------ | ---------- | ---------- | --------- | --------- | ----- | ----- |
| Челси            | Премьер-лига     | 2009/10          | 4    | 0    | 2            | 0            | 1          | 0          | 1         | 0         | 8     | 0     |
| Челси            | Итого            | Итого            | 4    | 0    | 2            | 0            | 1          | 0          | 1         | 0         | 8     | 0     |
| Суонси Сити →    | Чемпионшип       | 2010/11          | 12   | 6    | 0            | 0            | 0          | 0          | 0         | 0         | 12    | 6     |
| Суонси Сити →    | Итого            | Итого            | 12   | 6    | 0            | 0            | 0          | 0          | 0         | 0         | 12    | 6     |
| Рома →           | Серия A          | 2011/12          | 24   | 9    | 2            | 1            | 0          | 0          | 0         | 0         | 26    | 10    |
| Рома →           | Итого            | Итого            | 24   | 9    | 2            | 1            | 0          | 0          | 0         | 0         | 26    | 10    |
| Ливерпуль        | Премьер-лига     | 2012/13          | 13   | 1    | 1            | 0            | 0          | 0          | 6         | 1         | 20    | 2     |
| Ливерпуль        | Премьер-лига     | 2014/15          | 12   | 1    | 2            | 0            | 2          | 0          | 2         | 0         | 18    | 1     |
| Ливерпуль        | Итого            | Итого            | 25   | 2    | 3            | 0            | 2          | 0          | 8         | 1         | 38    | 3     |
| Сандерленд →     | Премьер-лига     | 2013/14          | 32   | 7    | 3            | 0            | 5          | 3          | 0         | 0         | 40    | 10    |
| Сандерленд →     | Итого            | Итого            | 32   | 7    | 3            | 0            | 5          | 3          | 0         | 0         | 40    | 10    |
| Сандерленд       | Премьер-лига     | 2015/16          | 26   | 5    | 0            | 0            | 1          | 0          | 0         | 0         | 27    | 5     |
| Сандерленд       | Премьер-лига     | 2016/17          | 24   | 2    | 2            | 0            | 0          | 0          | 0         | 0         | 26    | 2     |
| Сандерленд       | Итого            | Итого            | 50   | 7    | 2            | 0            | 1          | 0          | 0         | 0         | 53    | 7     |
| Милан →          | Серия A          | 2017/18          | 9    | 0    | 0            | 0            | 0          | 0          | 6         | 1         | 15    | 1     |
| Милан →          | Итого            | Итого            | 9    | 0    | 0            | 0            | 0          | 0          | 6         | 1         | 15    | 1     |
| Всего за карьеру | Всего за карьеру | Всего за карьеру | 156  | 31   | 12           | 1            | 9          | 3          | 15        | 2         | 192   | 37    |